# Куп домаћих нација 1902.
Куп домаћих нација 1902. (службени назив: 1902 Home Nations Championship) је било 20. издање овог најелитнијег репрезентативног рагби такмичења Старог континента.
Куп су освојили Велшани.

## Такмичење
Енглеска - Велс 8-9
Велс - Шкотска 14-5
Енглеска - Ирска 6-3
Ирска - Шкотска 5-0
Ирска - Велс 0-15
Шкотска - Енглеска 3-6

## Табела
|   | Селекција                     | ИГ | Д | Н | И | ПД | ПП | ПР  | Б |  |
| - | ----------------------------- | -- | - | - | - | -- | -- | --- | - |  |
| 1 | Рагби репрезентација Велса    | 3  | 3 | 0 | 0 | 38 | 13 | +25 | 6 |  |
| 2 | Рагби репрезентација Енглеске | 3  | 2 | 0 | 1 | 20 | 15 | +5  | 4 |  |
| 3 | Рагби репрезентација Ирске    | 3  | 1 | 0 | 2 | 8  | 21 | -13 | 2 |  |
| 4 | Рагби репрезентација Шкотске  | 3  | 0 | 0 | 3 | 8  | 25 | -17 | 0 |  |